# Amblychaeturichthys
Amblychaeturichthys es un género de peces de la familia de los Gobiidae en el orden de los Perciformes.

## Especies
- Amblychaeturichthys hexanema (Bleeker, 1853)[3]
- Amblychaeturichthys sciistius (Jordan & Snyder, 1901)